# Pseudocybaeota
Genre
Pseudocybaeota est un genre d'araignées aranéomorphes de la famille des Cybaeidae.

## Distribution
Les espèces de ce genre sont endémiques des États-Unis. Elle se rencontre en Californie, en Oregon et au Washington.

## Liste des espèces
Selon World Spider Catalog (version 23.5, 16/08/2022) :
- Pseudocybaeota butterfieldi Bennett, 2022
- Pseudocybaeota perdita (Chamberlin & Ivie, 1932)
- Pseudocybaeota tuberculata Bennett, 2022

## Publication originale
- Bennett, Copley & Copley, 2022 : « Pseudocybaeota (Araneae: Cybaeidae): a new spider genus endemic to coastal Pacific Northwestern United States of America. » Zootaxa, no 5169(6), p. 563-576.